# Beit Al Quran
La Beit Al Quran (en árabe: بيت القرآن; que quiere decir: la Casa del Corán) es un complejo de usos múltiples dedicado a las artes islámicas y que se encuentra en Hoora, un sector de Manama la capital de Baréin Establecido en 1990, el complejo es más conocido por su museo islámico, que ha sido reconocida como uno de los museos islámicos más notables en el mundo.
Todo el complejo en sí consta de una mezquita, una biblioteca, un auditorio, una madrasa y un museo que consta de diez salas de exposición. Una gran cúpula de cristal manchado cubre la gran sala y la mezquita.